# Ши Лэ
Ши Лэ (кит. 石勒, пиньинь Shí Lè, 274—333), взрослое имя Шилун (世龍) — полководец из племени цзе, основатель государства Поздняя Чжао. Посмертное имя — Сяомин-ди (趙明帝).

## Биография
Реальное имя неизвестно, происходил из племени цзе, проживавшего в северной части современной провинции Шаньси, вырос в Усяне. В 303—304 годах люди были вынуждены покинуть эти места из-за разразившегося голода, и многие из них были схвачены властями империи Цзинь и проданы в рабство. Ши Лэ был куплен человеком по имени Ши Хуань, который был впечатлён его талантами и дал ему свободу. Ши Лэ стал главой бандитской шайки, и однажды подружился с Цзи Санем — одним из военных под командованием князя Сыма Ина.
Во время войны восьми князей Сыма Ин в 304 году был вынужден бежать в Лоян. Гунсунь Фань поднял восстание в поддержку Сыма Ина, к которому присоединились Цзи Сань и Ши Лэ (который только тогда и получил эти фамилию и имя от Цзи Саня). После того, как Гунсунь Фань был убит, Цзи Сань встал во главе восстания, и сделал Ши Лэ одним из своих основных генералов; целью восстания стала теперь месть за Сыма Ина, которого в 306 году вынудили совершить самоубийство. Однако, несмотря на то, что в 307 году восставшим удалось взять Ечэн и убить Сыма Тэна, к зиме восстание было подавлено, и Ши Лэ присоединился к Лю Юаню, к тому времени провозгласившего независимое государство Северная Хань.
В следующие годы Ши Лэ во главе собственной банды странствовал по северному Китаю, занимаясь набегами и грабежами. После того, как в 310 году скончался Лю Юань, Ши Лэ признал своим сюзереном его сына Лю Цуна. Летом 311 года скончался цзиньский регент Сыма Юэ, и его войско направилось с его телом в его родовое поместье (в районе современного Таньчэна), чтобы там его похоронить. Ши Лэ перехватил процессию в уезде Кусянь, и несмотря на то, что цзиньцев было больше, кавалеристы Ши Лэ разгромили их и взяли в плен много представителей высшей цзиньской знати и чиновничества, после чего те были казнены. После этого Ши Лэ, Лю Яо, Хуянь Янь и Ван Ми напали на оставшуюся без защиты цзиньскую столицу Лоян и пленили императора Хуай-ди.
В 312 году Ши Лэ захватил Сянго и сделал этот город своей базой. Затем он стал расширять подконтрольную территорию — формально от имени Северной Хань. Осенью 315 года Лю Цун официально сделал Ши Лэ имперским наместником в восточной части страны. В начале 317 года Ши Лэ смог окончательно поставить под свой контроль цзиньскую провинцию Бинчжоу (располагалась на землях современных провинций Хэбэй и Шаньси).
В 318 году скончался Лю Цун, и на трон Северной Хань взошёл его сын Лю Цань. Вскоре после этого Лю Цань был убит своим тестем Цзинь Чжунем, который после этого устроил резню семьи Лю. Лю Яо и Ши Лэ с двух сторон двинули свои войска на столичный Пинъян, Цзинь Чжунь был убит, а Лю Яо стал новым императором. В связи с тем, что Пинъян был сильно разрушен, Лю Яо сделал новой столицей Чанъань. Ши Лэ признал Лю Яо новым императором, и получил от него титул «Чжаоский князь» (赵王).
Однако вскоре после этого Лю Яо стал подозревать, что Ши Лэ замыслил восстание, и убил присланного Ши Лэ посла. После этого Ши Лэ провозгласил независимость, и объявил себя правителем отдельного государства Чжао (так как в том же году Лю Яо тоже изменил название своего государство на «Чжао», то государство Лю Яо историки называют «Ранней Чжао», а государство Ши Лэ — «Поздней Чжао»).
Поначалу Ши Лэ сосредоточился на покорении оставшихся в северной части Китая цзиньских анклавов. В 319 году он смог поставить под свой контроль провинцию Ючжоу (части современных провинций Шаньдун, Хэбэй и Ляонин, примыкающие к Бохайскому заливу). В 321 году генералы Ши Лэ Ши Ху и Кун Чан захватили цзиньского союзника — дуаньского вождя, после чего севернее Хуанхэ единственным цзиньским союзником остался сяньбийский вождь Мужун Хуэй на Ляодунском полуострове. После этого Ши Лэ обратил свои устремления на юг, и отбил у империи Цзинь земли между реками Хуанхэ и Хуайхэ. В 323 году он поставил под свой контроль Шаньдунский полуостров.
С 324 года начались постоянные бои между силами Ранней Чжао и Поздней Чжао. Осенью 328 года Ши Ху атаковал округ Хэдун. Лю Яо лично возглавил войска, разгромил Ши Ху, после чего пошёл на юг и осадил Лоян. Ши Лэ, опасаясь, что после этого Лю Яо пойдёт на его столицу Сянго, зимой 328 года тоже лично возглавил войска, пошедшие на выручку Лояна. Около нового года две армии сошлись в битве, во время которой Лю Яо был ранен и взят в плен. В плену Лю Яо был казнён, после чего силы Поздней Чжао окончательно уничтожили Раннюю Чжао.
В 330 году Ши Лэ сначала провозгласил себя «Чжаоским Небесным князем» (赵天王), а с конца года официально стал называть себя «императором». Своим наследником он провозгласил сына Ши Хуна, что сильно разъярило Ши Ху, самого метившего на место правителя. В 332 году Ши Лэ передал Ши Хуну часть полномочий от Ши Ху, что ещё больше разъярило того. В 333 году Ши Лэ заболел, и Ши Ху стал расставлять во главе войска своих сыновей, готовясь к захвату власти. Осенью 333 года Ши Лэ скончался, и Ши Ху тут же убил своих противников в правительстве, получив фактический контроль над страной. На трон был возведён Ши Хун, однако уже в 334 году Ши Ху сверг его и сел на трон сам.